# Kâzımkarabekir
Kazımkarabekir (bis 1956 Gafferiyat) ist eine Stadt und ein Landkreis der türkischen Provinz Karaman.

## Stadt
Die Stadt liegt am südlichen Ausläufer der Ebene von Konya (Konya Ovası), im Süden liegt der Bergzug Özyurt Dağı mit dem 2481 Meter hohen Gipfel Kabakbaşı Dağı. Bis zur Provinzhauptstadt Karaman in ostsüdöstlicher Richtung (104°) sind es 25 Kilometer über die Fernstraße D-715 (Konya-Silifke). Stadt und Landkreis sind nach Kâzım Karabekir benannt, einem General im Türkischen Befreiungskrieg. Die im Stadtlogo vorhandene Jahreszahl (1951) dürfte auf das Jahr der Ernennung zur Stadtgemeinde (Belediye) hinweisen. Die Stadt gliedert sich in acht Mahalle (Stadtviertel) mit durchschnittlich 361 Bewohnern.

## Landkreis
Der Landkreis Kazımkarabekir liegt im Nordwesten der Provinz und ist in Fläche und Bevölkerung der zweitkleinste, ebenso steht die Bevölkerungsdichte an vorletzter Stelle der Provinz. Der Kreis grenzt im Nordwesten und Westen an die Provinz Konya. Die restlichen Grenzen werden zum zentralen Landkreis (Merkez) der Provinzhauptstadt Karaman gebildet.
Durch das Gesetz Nr. 3578 wurde der Landkreis zeitgleich mit der neuen Provinz Karabük geschaffen. Hierbei wurden vom Kreis Karaman (noch in der Provinz Konya) alle Dörfer der Bucaks Kazımkarabekir (VZ 1985: 8.313) und Kızılyaka (6.481 Einw.) im neuen Kreis vereinigt. Zur ersten Volkszählung nach der Gebietsreform (im Oktober 1990) hatte der Kreis eine Bevölkerung von 12.879 Einwohnern, davon 3.737 Einwohner in der Kreisstadt.
Ende 2020 besteht der Kreis aus der Kreisstadt Kazımkarabekir (Merkez) und sechs Dörfern, von denen Akarköy (356 Einwohner) das größte ist.

## Bevölkerung

### Ergebnisse der Bevölkerungsfortschreibung
Die nachfolgende Tabelle zeigt den vergleichenden Bevölkerungsstand am Jahresende für die Provinz Karaman, den Landkreis und die Stadt Kâzımkarabekir sowie deren jeweiligen Anteil an der übergeordneten Verwaltungsebene. Die Zahlen basieren auf dem 2007 eingeführten adressbasierten Einwohnerregister (ADNKS). Die letzten beiden Wertzeilen entstammen Volkszählungsergebnissen.

| Jahr | Provinz | Landkreis | Landkreis | Stadt | Stadt |
| Jahr | abs.    | %         | abs.      | %     | abs.  |
| ---- | ------- | --------- | --------- | ----- | ----- |
| 2020 | 254.919 | 1,55      | 3.956     | 73,05 | 2.890 |
| 2019 | 253.279 | 1,71      | 4.328     | 75,44 | 3.265 |
| 2018 | 251.913 | 1,75      | 4.407     | 75,45 | 3.325 |
| 2017 | 246.672 | 1,76      | 4.344     | 75,18 | 3.266 |
| 2016 | 245.610 | 1,82      | 4.479     | 75,13 | 3.365 |
| 2015 | 242.196 | 1,78      | 4.320     | 72,80 | 3.145 |
| 2014 | 240.362 | 1,79      | 4.302     | 71,92 | 3.094 |
| 2013 | 237.939 | 1,80      | 4.278     | 71,41 | 3.055 |
| 2012 | 235.424 | 1,81      | 4.266     | 71,73 | 3.060 |
| 2011 | 234.005 | 1,85      | 4.324     | 71,51 | 3.092 |
| 2010 | 232.633 | 1,90      | 4.414     | 71,79 | 3.169 |
| 2009 | 231.872 | 1,99      | 4.608     | 71,88 | 3.312 |
| 2008 | 230.145 | 2,08      | 4.784     | 72,05 | 3.447 |
| 2007 | 226.049 | 1,92      | 4.349     | 69,86 | 3.038 |
| 2000 | 243.210 | 2,24      | 5.442     | 66,78 | 3.634 |
| 1997 | 224.303 | 3,30      | 7.399     | 58,55 | 4.332 |